# Pojmová metafora
Pojmová metafora (též kognitivní metafora) znamená v kognitivní lingvistice porozumění myšlence nebo pojmové doméně pomocí jiné pojmové domény. Jako příklad může sloužit chápání kvantity jako udávání směru (např. “ceny rostou”).
Pojmová doména může být jakákoli koherentní organizace lidských zkušeností. Pravidelnost, s jakou různé jazyky využívají tytéž metafory, které navíc často vypadají jako založené na smyslovém vnímání, vedla k hypotéze o korespondenci mezi projekcí pojmových domén a neurální projekcí v mozku.
Tato idea, spolu s detailním výzkumem procesů, na kterých se zakládá, byla poprvé důkladně popsána Georgem Lakoffem a Markem Johnsonem v jejich knize Metafory, kterými žijeme. Jiní kognitivní vědci se věnují zkoumání fenoménů pojmové metafoře podobných, ale nazývaných „analogie“, „pojmové míchání“ a „ideasthesie“.
S pojmovými metaforami se člověk setkává každý den. Jsou nejen základem způsobu toho, jak lidé komunikují, ale i toho, jak myslí a jednají. V knize Metafory, kterými žijeme (1980) od George Lakoffa a Marka Johnsona je uvedena spousta příkladů metafor z každodenního jazyka, kterých si lidé ne vždy všimnou. Jako příklad jedné z běžně používaných metafor může posloužit SPOR/ARGUMENTACE JE VÁLKA. Tato metafora formuje komunikaci o sporu/argumentaci, jako by to byla bitva nebo válka, která se dá vyhrát. Není výjimkou, že někoho slyšíme říci „nikdy jsem ho v debatě neporazil“ nebo „odstřelil všechny moje námitky“. Samotný způsob přemýšlení o sporu/argumentaci je formován touto metaforou sporu/argumentace jakožto války či bitvy, ve které se musí zvítězit. Spor/argumentace může být vnímán i jinak než jako bitva, ale lidé tento koncept používají, aby sami zformovali to, jak budou o sporu/argumentaci mluvit a jak v takové situaci budou jednat.
Pojmové metafory se často používají za účelem pochopení teorií a modelů. Pojmová metafora využívá jedné ideje, kterou spojí s jinou ideou za účelem lepšího porozumění. Příkladem jedné obsáhlé teorie vysvětlené pomocí metafory je pojmová metafora nahlížení na komunikaci jako na potrubí. Jazyk pojmových metafor tedy neformuje jen naši každodenní komunikaci, ale i porozumění akademickým teoriím. Běžně se vyskytují v naší komunikaci, a to jak v jazyku, tak ve vnímání a jednání, které jde s těmito metaforami ruku v ruce.

## Projekce
Pojmové domény zaujímají v pojmových metaforách dvě role:
- Zdrojová doména: pojmová doména, ze které používáme metaforické výrazy (např. láska je cestování)
- Cílová doména: pojmová doména, které se snažíme porozumět (např. láska je cestování).

Projekce je sada systematických korespondencí existujících mezi jednotlivými prvky zdrojových a cílových domén. Mnoho z prvků cílové domény pochází z domény zdrojové, předtím fakticky neexistovaly. Znalost pojmové metafory spočívá v uvědomění si řady projekcí, které se objevují v daném zdrojově-cílovém páru domén. Stejná představa projekce mezi zdrojem a cílem se používá k popisování analogického myšlení a inferencí.
Základním východiskem této teorie je, že metafory jsou součástí myšlení, ne pouhým jazykový fenoménem, proto používáme termín pojmová metafora. Může se zdát, že se metafory skládají ze slov či jiných jazykových projevů pocházejících z terminologie konkrétnějších pojmových domén, pojmové metafory však tkví v pozadí systémů vzájemně souvisejících metaforických výrazů, které se projevují v jazykové rovině. Samotné projekce pojmových metafor jsou motivovány obrazovými schématy, která jsou v lidské mysli a která tvoří základ jazykového projevu. Tato schémata se týkají vnímání prostoru, času, pohybu, kontroly a dalších základních prvků vtělesněné lidské zkušenosti.
Pojmové metafory typicky používají abstraktnější koncept jako cíl a konkrétnější nebo fyzický koncept jako svůj zdroj. Například „o několik dní (tedy abstraktnější cílový koncept) napřed“ nebo „dejte mi trochu času“ jsou založeny na konkrétnějších konceptech, vyjadřují tedy čas jako cestu ve fyzickém prostoru nebo jako uchopitelnou látku, která může být darována. Různé pojmové metafory se často projevují ve snaze mluvčího poukázat na odlišný úhel pohledu nebo při propagaci určitého postupu. „O několik dní napřed“ by se například dalo asociovat s představou vedení, zatímco „dejte mi trochu času“ konotuje spíše vyjednávání. Výběr takových metafor bývá řízen podvědomým či nezjevným zvykem v mysli člověka, který je používá.
Dle principu jednosměrnosti metaforický proces typicky směřuje od konkrétnějšího k abstraktnějšímu, nikoli naopak. Proto lidé vnímají abstraktní koncepty jako prototypické konkrétní procesy. V rámci této teorie Lakoff s Johnsonem specifikovali pojem „konkrétní“ jako úzce související s vývojovým, fyzickým, neurálním a interaktivním tělem (součást vtělesněné filosofie). To se objevuje například v číselné kognitivní vědě. Ta tvrdí, že samotná matematika, tedy nejrozšířenější prostředek abstraktního myšlení, je z velké části založena na metaforách, pročež reflektuje pojmovou předpojatost unikátní pro lidi využívající vtělené prototypické procesy (např. počítání či pohyb po cestě), kterým všichni lidé rozumí díky svým zkušenostem.

## Jazyk a kultura jako projekce
Ve své knize z roku 1980 Lakoff s Johnsonem důkladně zkoumali řadu základních pojmových metafor, například:
- láska je cestování
- život je cestování
- společenské organizace jsou rostliny
- láska je válka

Druhá část každé z těchto frází v mysli vyvolává jistá očekávání týkající se konkrétní zkušenosti a od čtenáře či posluchače vyžaduje, aby je aplikoval na abstraktní koncepty – jako například lásku nebo organizaci – z první části, a díky tomu pochopil větu, ve které je pojmová metafora použita.
Lidské vnímání a komunikaci, obzvláště v médiích a oblasti veřejné politiky, pojmová metafora formuje mnoha způsoby.
Lakoff s Johnsonem se soustředí na angličtinu, kognitivní vědci píšící v angličtině neměli potřebu detailněji zkoumat diskurz cizích jazyků, aby vysvětlili, jak jedinci zpracovávají pojmové metafory, brání se jim či je upevňují. Andrew Goatly ve své knize „Washing the Brain (2007) pojednává o ideologických pojmových metaforách stejně jako o pojmových metaforách v čínském jazyce.
James W. Underhill, současný akademik navazující na práci Wilhelma von Humboldta, se pokouší oživit zájem o Humboldtovy ideje o způsobech, jakým jazyky formují realitu, a o tom, jaké strategie lidé používají při obraně a pozměňování zaběhnutých vzorců myšlení. Ke svým metodám přidal paradigma pojmové metafory od Lakoffa a Johnsona a zkoumá, jakými způsoby si čeští komunisté přivlastnili koncepty jako lid, stát a boj, nebo jak němečtí komunisté ovládli koncepty věčnosti a čistoty. Také odkazuje na Klemperera, hlavního kritika nacistického Německa, který ukázal, že odolávání vzorcům myšlení znamená aktivní zapojení pojmových metafor a odmítnutí logiky, kterou na ně ideologie uvalila. V několikajazyčných studiích (založených na češtině, němčině, francouzštině a angličtině) se Underhill zamýšlí nad tím, jak různé jazyky reformulují klíčové koncepty jako jsou pravda, láska, nenávist a válka.

## Rodinné role a etika
Méně extrémní, ale podobný pohled na věc zastává i George Lakoff ve svých knihách Moral Politics a později vydané Don’t Think of an Elephant!, která se zaměřuje na rámcování. Lakoff tvrdí, že veřejná politická aréna v Americe reflektuje základní pojmovou metaforu „rodiny“. Podle této teorie lidé vnímají politické vůdce buďte v roli „přísného otce“ nebo „pečujícího rodiče“. Z této touhy vidět národní stát jednat „spíše jako otec“ nebo „spíše jako matka“ vycházejí dva hlavní proudy vnímání politické ekonomie. Lakoff později tyto náhledy umocnil ve své nejnovější knize jménem The Political Mind.
Rozdělení dle Jane Jacobsové, která se zabývá teoretickými přístupy ke studiu města a etikou, sestává z méně genderově orientovaných, pokud ne zcela desexualizovaných rolí, kdy rozlišuje mezi „ochranářskou etikou“ a „obchodnickou etikou“. O ochraně a obchodu tvrdí, že jsou to dvě základní aktivity, které se lidské bytosti musí naučit metaforicky aplikovat na prakticky všechny volby, které v životě udělají. Ve společnosti, kde je ochrana dětí převážně ženskou povinností a obchod v tržním prostředí převážně mužskou, Lakoff předpokládá, že děti připisují roli „ochránce“ své matce a roli „obchodníka“ svému otci.
Obě tyto teorie vnímají, že může existovat silná společenská podmíněnost a tlak na vytvoření konkrétní pojmové předpojatosti. Tento pohled na věc se také může opřít o podporu antropologického výzkumu. Ten ukázal, že všechny lidské společnosti mají tendence přidělovat společenské role na základě věku a pohlaví.

## Jazykověda a politika
Lakoff i Jacobsová věnují spoustu času současným událostem a politické teorii, čímž ukazují, že respektovaní lingvisté a teoretici pojmové metafory mohou chtít promítnout své teorie do politického aktivismu. Pokud jsou však pojmové metafory tak základním prvkem našeho myšlení, jak tvrdí Lakoff, tak vlastně asi ani nemají na výběr.
Kritici etikou řízeného přístupu k jazyku obvykle přiznávají, že idiomy reflektují základní pojmové metafory, ale zároveň tvrdí, že gramatika a základnější mezikulturní koncepty, jako například vědecká metoda nebo použití matematiky, směřují k minimalizaci vlivu metafor. Tito kritici obvykle vnímají Lakoffa a Jacobsovou jako „představitele levice“ a nejsou ochotni přijmout jejich politiku jako boj proti ontologii zakořeněné v jazyku a kultuře, jejich aktivitu nevnímají jako součást lingvistiky, nýbrž jen jako osobitý koníček, který je v praxi jen stěží použitelný. Pak jsou tu další, jako Deleuze, Guattari, Michel Foucault a z nedávna také Manuel de Landa, kteří by obě skupiny kritizovali za spoluvytváření té samé staré ontologické ideologie, která se pokouší oddělit dvě části celku, který je větší než součin jeho částí.
Lakoffova kniha z roku 1987, Ženy, oheň a nebezpečné věci na tuto kritiku odpověděla ještě předtím, než se objevila: Lakoff v knize popisuje vliv pojmových metafor (jak kulturně specifických, tak těch platných pro všechny lidi) na gramatiky různých jazyků a podává důkazy o limitech klasického konceptu kategorie, ať už jde o ten logicko-pozitivistický nebo o ten z Anglo-Americké filosofie, které kategorie obvykle používají pro vysvětlení či popis vědecké metody. To, že Lakoff ve své knize z roku 1987 a později i ve Philosophy in the Flesh (1999) používá empirické vědecké důkazy, tedy především falzifikovatelné předpovědi, naznačuje, že studium pojmové metafory se nevylučuje s vědeckou metodou, naopak ji považuje za dobře vyvinutý systém přemýšlení používaný k objevení jevů, kterým lidí později porozumí jako novým pojmovým metaforám (jako například metaforu, kdy vnímáme elektrické vedení jako pohyb tekutiny, kdy elektrický „proud“ „teče“ proti „odporu“, gravitační metafora pro jevy spojené se statickou elektřinou nebo model „planetární oběžné dráhy“ pro atomové jádro a elektrony, který použil Niels Bohr).
Dále pak, zčásti i kvůli této kritice, Lakoff spolu s Rafaelem E. Núnezem v roce 2000 přišli s číselnou kognitivní vědou, která měla vysvětlit, proč je matematika následkem, nikoli alternativou k, lidské závislosti na pojmové metafoře sloužící jako nástroj pro porozumění abstrakce na základě konkrétních zkušeností.